# 화학 물질

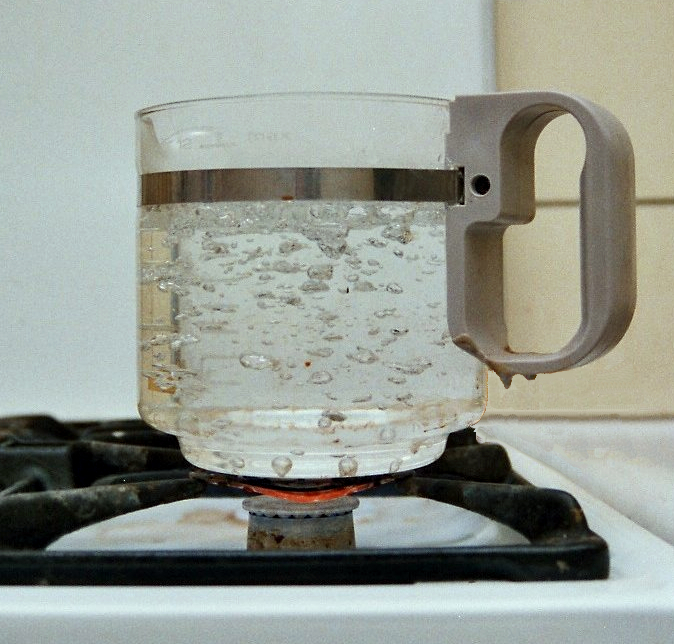
액체인 물과 기체인 증기는 물이라는 화학 물질이 취하는 서로 다른 형태이다.

화학 물질(化學物質, chemical substance) 또는 순물질(純物質, pure substance)은 화학 분야에서 특정한 화합물을 동반한 물질을 가리킨다.
1. 화학 물질의 일반적인 한 예로 순수한 물을 들 수 있다. 이는 실험실에서 만들든 강에서 분리하였든 간에 수소 대 산소의 비와 속성이 같다. 이 밖에도 다이아몬드, 금, 소금 (염화 나트륨), 설탕 (자당) 등이 있다. 일반적으로 화학 물질은 고체, 액체, 기체, 플라스마 형태로 존재하며 온도나 압력의 변화에 따라 물질의 상태 사이에서 변화할 수 있다. 화학 반응은 하나의 화학 물질을 다른 물질로 바꾸어 놓는다.
2. 화학의 연구 대상이 되는 물질. 또는 화학적 방법에 따라 인공적으로 만들어진 모든 물질

빛이나 열과 같은 에너지의 형태는 물질로 보지 않는다.

## 역사
화학 물질의 개념은 18세기 말에 조셉 프루스트가 염기 탄산동과 같은 일부 순수 화합물을 합성하면서 확립되었다. 그는 "모든 화합물 표본은 같은 성분을 지니고 있다. 다시 말해 모든 표본은 질량 단위로 화합물에 존재하는 원소마다 비율이 같다."라고 추론하였다. 이를 일정 성분비의 법칙이라고 한다. 그 뒤로 특히 유기화학 분야에서 화학 합성 방식이 진보하면서 더 많은 화학 원소의 발견, 원소를 분리해 내고 정화하는 데 쓰인 분석화학 분야에서의 새로운 기술,  그리고 현대 화학의 확립을 이끌었던 화합물 등의 개념은 대부분의 화학 교과서에서 볼 수 있다.

## 화학 원소
원소는 특정한 종류의 원자로 이루어진 화학 물질이므로 다른 원소와의 화학 반응으로 분리해 내거나 변경시킬 수 없다. 그러나 핵반응을 통하여서 다른 요소로 변형시킬 수 있다. 특정 원소 안의 모든 원자가 같은 수의 양성자를 갖고 있지만 다른 동위 원소에 다른 수의 중성자를 가지고 있을 수 있다. 120개의 원소가 알려져 있고 그 가운데 80개가 안정적이다.

## 화합물
화합물은 두 종류 이상의 원소가 결합하여 이루어진 순물질이다. 두 가지 이상의 원자가 일정한 비율로 결합하여 이루어지며, 성분 원소와는 성질이 전혀 다른 물질이다.

## 물질 대 혼합물
모든 물질은 다양한 원소와 화합물로 이루어져 있으나 이러한 것들은 서로 잘 섞인다. 혼합물은 하나 이상의 화학 물질을 포함하고 있으며 고정 성분을 지니고 있지는 않다. 원칙적으로 이들은 순수하게 기계적인 과정으로 구성 물질을 분리해 낼 수 있다. 버터, 흙, 나무가 일반적인 혼합물의 예이다.

## 이름 및 색인화
모든 화학 물질은 하나 이상의 조직 이름을 가지고 있는데 보통 IUPAC 명명법에 따른다. 이 체제의 대안으로 케미컬 애브스트랙트 서비스(CAS)를 사용할 수 있다.
| 일반 이름                | 조직 이름 | 화학 공식 | 화학 구조 | CAS 등록 번호 | InChI                      |
| ------------------------ | --------- | --------- | --------- | ------------- | -------------------------- |
| 알코올, 또는 에틸-알코올 | 에탄올    | C2H5OH    |           | [64-17-5]     | 1/C2H6O/c1-2-3/h3H,2H2,1H3 |

## 분리, 정화, 특징 정의, 검증
순수 화학 물질은 혼합물에서 분리하여야 한다. 이를테면 천연 재료(표본에 수많은 화학 물질이 담겨 있을 수도 있음)로부터나 화학 반응을 통하여 걸러낼 수 있다.

## 같이 보기
- IUPAC 명명법